# Kathryn Kusner
Kathryn Kusner, född den 21 mars 1940 i Gainesville, Florida, är en amerikansk ryttare.
Hon tog OS-silver i lagtävlingen i hoppning i samband med de olympiska ridsporttävlingarna 1972 i München.